# Великий Израиль
Великий Израиль (также «Большой Израиль» или «Целостная Земля Израиля», ивр. ארץ ישראל השלמה‎ «Эрец-Исраэль ха-шлема») — Земля Израиля в её исторических или гипотетически возможных границах. Термин имеет несколько различных толкований в разных исторических и политических контекстах.
Как правило, он увязывается с описанными в Танахе границами Земли Израиля. В контексте Подмандатной Палестины (1920—1948) термин «Большой Израиль» связывают с позицией сионистов-ревизионистов и религиозных сионистов, возражавших против Трансиорданского меморандума, передавшего восточную часть региона новому арабскому эмирату Трансиордания. В первые годы после образования Израиля количество сторонников этой концепции сократилось; она сохранялась преимущественно в риторике партии «Херут». Однако после Шестидневной войны (1967) концепция «Целостной Земли Израиля» приобрела популярность среди израильтян. Она выражает характерное для израильских «правых» стремление сохранить приобретённые в этой войне территории, особенно Западный берег Иордана (Иудею и Самарию). В антисионистской и антизападной риторике термин «Великий Израиль» используется как пропагандистский приём и элемент теорий заговора с целью приписывания Израилю (а иногда и США) широкомасштабных планов территориальной экспансии, направленных против стран исламского мира.

## В Танахе и древнееврейской истории
Первое определение границ Земли Израиля (Эрец-Исраэль, Земли обетованной — то есть обещанной Богом еврейскому народу) встречается в Танахе (в Библии) в книге Берешит (Быт. 15:18): Бог заключает завет с Авраамом, потомству которого, евреям, отдаёт эту землю: «В этот день заключил Господь завет с Аврамом, сказав: потомству твоему даю Я землю сию, от реки Египетской до великой реки, реки Евфрат». Этот первоначальный вариант представляет наиболее обширную территорию. Согласно большинству других мест Библии, Земля обетованная это «земля Хананеев» (Исх. 3:17; Чис. 34:2) или «Аморреев» (Втор. 1:7) — то есть включает и территорию восточнее Иордана (ср.: Чис. 32:1 слл.; Втор. 2:24 слл.; Нав. 13:8—33; 22; Пс. 135:11, 12; 136. 19—22).
На севере граница включала в себя гору Хермон и могла проходить вдоль Ливанского хребта с возможным ориентиром на селение Лево-Хамат, отождествляемое с современным Лабве на реке Оронт. Восточная граница проходила вдоль реки Иордан, но в некоторые периоды включала в себя и территории за рекой, такие как Башан, Гилеад и Моав; при этом Сирийская пустыня отделяла Землю Израиля от Месопотамии (современный Ирак). На юге территория отделялась от Египта Синайской пустыней — почти необитаемой буферной зоной, через которую проходили пути между Египтом и Землей Израиля. Наиболее явной границей в пустыне могла служить вади (пересыхающая река) Эль-Ариш, впадающая в Средиземное море к юго-западу от современного Рафаха и упомянутая в древних ассирийских источниках под названием «Нахаль Мусару» («река Египетская»). Танах использует похожее выражение «Нахар-Мицраим», но в таких контекстах, которые не позволяют точно установить местонахождение «реки Египетской» — оно может относиться и к крайнему восточному притоку Нила, упомянутому также под названием «Сихор» («Шихор»). Западным рубежом Земли Израиля считалось побережье Средиземного моря. В танахической традиции эти пределы нередко определялись в контексте «идеальных границ», символизировавших сферу влияния или контроля, а не физическую границу. Они не всегда совпадали с фактическими контурами заселённой территории, и по-разному трактовались в разные эпохи.
Эти границы периодически менялись в соответствии с военно-политическими реалиями. Присоединение Арамейского Дамаска до Лево-Хамата царём Иеровоамом II (ок. 793—753 до н. э.) ознаменовало момент наибольшего расширения территории Эрец-Исраэль. На протяжении последующих веков большинство этой территории попеременно подпадало под власть Новоассирийского царства, Вавилонии, державы Ахеменидов, Македонской империи, держав Птолемеев и Селевкидов. Еврейской династии Хасмонеев (140—37 до н. э.) удалось добиться независимости и восстановления значительной части прежней территории, но к концу их правления держава подпала под власть Римской империи. В результате ряда восстаний против римской власти (66—136 годы н. э.), еврейская государственность была уничтожена, а топонимика — запрещена римскими властями. Для евреев наступил почти двухтысячелетний период жизни в рассеянии, воспринимавшейся, однако, как временное явление.

## В Подмандатной Палестине

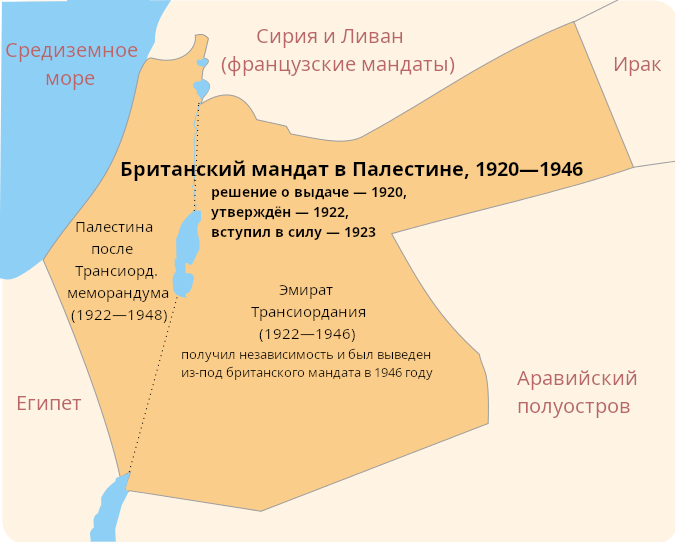
Карта Подмандатной Палестины с изменениями, происшедшими в 1920—1948 годы

Декларация Бальфура (1917), ставшая приложением к британскому мандату на управление Палестиной, заявляла о поддержке Великобританией сионизма и содействии созданию в регионе «еврейского национального дома». Однако вскоре британские власти приняли Трансиорданский меморандум (1922), передав большинство территорий Подмандатной Палестины (Восточную Палестину) новому арабскому эмирату Трансиордания.
Религиозно-сионистское движение «Мизрахи» возражало против уменьшения британскими властями территории, предназначенной для еврейского государственного строительства.
Аналогичной политики придерживалось сформировавшееся в 1925 году движение сионистов-ревизионистов (включая его молодёжное крыло «Бейтар», Национальный профсоюз и боевую организацию «Эцель»). Возглавлявший движение «максималист» Владимир Жаботинский требовал отмены Трансиорданского меморандума, призывая к более активному заселению региона евреями и постепенному созданию государства с еврейским большинством по обе стороны реки Иордан. В 1929 году он написал песню, включавшую в себя строки: «У Иордана два берега: этот наш, и другой тоже», ставшую гимном «Бейтара».
Когда комиссия Пиля (1937) предложила раздел оставшейся, западной части Подмандатной Палестины между евреями и арабами, большинство религиозных сионистов и раввинов, как и сионисты-ревизионисты, отвергли раздел; Жаботинский призвал Британию, если она не может выполнить Декларацию Бальфура, сдать мандат.
Идеи территориального максимализма, которых придерживались в Подмандатной Палестине религиозные сионисты и сионисты-ревизионисты, современные исследователи иногда называют концепцией «Большого Израиля» или «Великого Израиля».

## В Израиле с 1948 по 1967 год

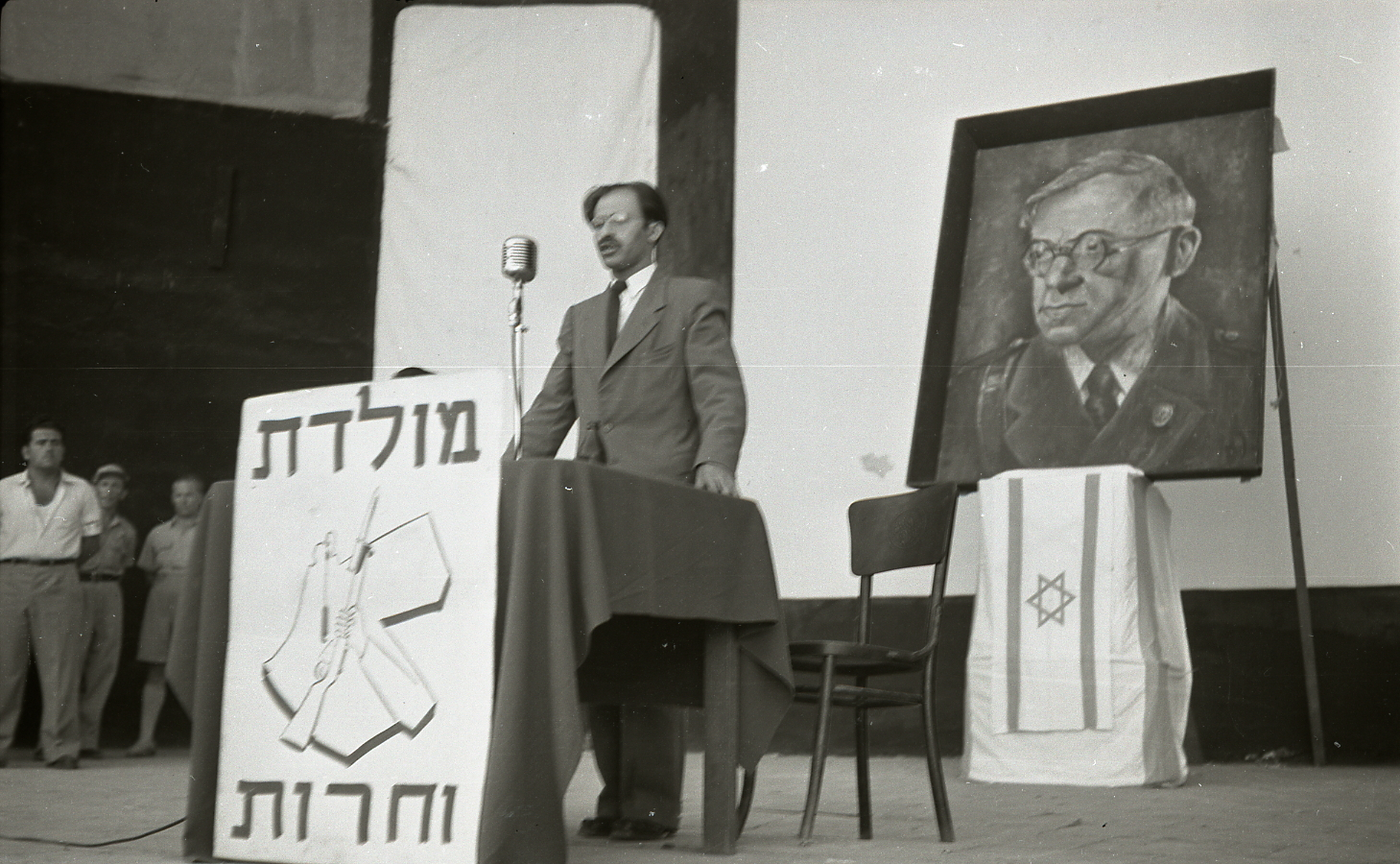
Менахем Бегин на фоне изначальной карты Подмандатной Палестины и портрета Владимира Жаботинского (1948)

После победы Израиля в Войне за независимость, сионисты-ревизионисты из уже расформированного «Эцеля» создали оппозиционную партию «Херут» («Партия свободы»), получившую на первых выборах в Кнессет 14 мандатов из 120. Партию возглавлял ранее руководивший «Эцелем» Менахем Бегин. «Херут» выступал за то, чтобы еврейское государство существовало на всей территории бывшей Подмандатной Палестины, включая ту её часть, на которой была создана Трансиордания. Это воспринималось в Израиле как нереализуемый план и скорее декларация о намерениях, чем политическая программа. За период с 1948 по 1967 год преданность идее «Великого Израиля» среди израильтян ослабла; вопрос о границах считался в обществе, в целом, решённым в ходе Войны за независимость.
Однако критика со стороны «Херута» по вопросу об Иерусалиме, начавшаяся ещё во время войны, была весьма болезненной для государственной власти. Иерусалим, согласно резолюции 181 Генассамблеи ООН, планировалось сделать городом под международным управлением, однако в результате войны его западная часть оказалась под контролем Израиля, а восточная часть досталась Трансиордании. Бегин призывал провозгласить Иерусалим столицей Израиля; это произошло 19 января 1950 года.
В 1967 году, перед лицом блокады, рейдов, обстрелов и подготовки к войне со стороны соседних арабских стран, левая правящая коалиция Израиля объединилась с правым оппозиционным блоком «ГАХАЛ» (включавшим в себя «Херут» и «Либеральную партию»), создав правительство национального единства. При разработке военных планов Бегин, вошедший в состав межминистерской комиссии по вопросам безопасности, вместе с Игалем Алоном настаивал на том, чтобы добиться контроля над всем Иерусалимом и территорией Западного берега реки Иордан (Иудеи и Самарии). Он также выступал за захват контроля над Голанскими высотами, чтобы исключить возможность повторения артиллерийских обстрелов со стороны Сирии. Бегин сыграл существенную роль в разработке и постановке этих задач правительством перед армией.

## В Израиле после 1967 года

Территории, приобретённые Израилем в ходе Шестидневной войны (1967)

Победа Израиля в Шестидневной войне (1967) значительно расширила контролируемые им территории, включив в них сектор Газа, Западный берег Иордана (Иудею и Самарию), часть Голанских высот и Синайский полуостров. В первые послевоенные годы создание еврейских поселений на этих территориях поддерживалось как правыми, так и левыми израильскими партиями. Леви Эшколь, премьер-министр Израиля (правил в 1963—1969), неоднократно обращался в этот период к евреям диаспоры с призывом репатриироваться и оказать помощь в заселении «Большого Израиля». Премьер-министр Ицхак Шамир (правил в 1986—1992) заявлял в этом же контексте, что «для большой иммиграции нужен большой Израиль».
В Израиле возник ряд движений, чья риторика была сосредоточена на стремлении сохранить за Израилем приобретённые в этой войне территории, в первую очередь Западный берег, и способствовать их заселению евреями, исходя из исторических, религиозных и юридических аргументов, а также соображений безопасности.
Так, через месяц после победы в Израиле было сформировано «Движение за неделимый Израиль». В его первом президиуме преобладали выходцы из левого лагеря, в первую очередь, партии «МАПАЙ», хотя в движение входили и многие известные правые деятели. Манифест «Движения за неделимый Израиль» заявлял: «Мы связаны верностью целостности нашей страны <…> и ни одно правительство в Израиле не имеет права отказаться от этой целостности». В 1970-х годах оно вошло в объединение «Ликуд» как одна из его фракций.
Схожей позиции по вопросу сохранения территорий придерживалась партия «Херут», чей лидер Бегин предлагал распространить суверенитет Израиля «на территорию до реки Иордан». Партия стала ядром объединения «Ликуд». В изначальной платформе «Ликуда» от 1977 года говорилось: «между морем и рекой Иордан будет только израильский суверенитет», что иногда сравнивается с лозунгом палестинских националистов «От реки до моря Палестина будет свободна». В отличие от «Движения за неделимый Израиль», этот подход не распространялся на Синайский полуостров, о котором Жаботинский ничего не говорил. В 1979 году Бегин, будучи главой «Ликуда» и премьер-министром, согласовал возвращение Синайского полуострова Египту в рамках заключения с ним мирного договора.
Движение религиозных сионистов «Гуш Эмуним» также боролось за сохранение контролируемой Израилем части Эрец-Исраэль и против территориального компромисса. Оно зародилось из стихийных организаций молодых студентов иешив, особенно иешивы «Мерказ ха-Рав», студентов иешивот-хесдер (программа иешив, сочетающая углублённое изучение Талмуда со службой в ЦАХАЛе), выпускников религиозного молодёжного движения «Бней-Акива», приверженцев «Великого Израиля» из религиозных и нерелигиозных лагерей, а также старожилов израильских поселений. «Гуш Эмуним» начало активную поселенческую деятельность, нередко противоречившую позиции правительства.
Национально-религиозная партия «МАФДАЛ» (сформированная, в том числе, на базе движения «Мизрахи») стояла на схожих позициях. Часть деятелей «МАФДАЛ» была одновременно членами «Гуш Эмуним», как, например, Гершон Шафат и Ханан Порат. Молодёжное движение «МАФДАЛ» поддерживало идею «Большого Израиля» и также выступало против территориального компромисса.
В целом, после войны 1967 года разделение в Израиле на «правых» и «левых» оказалось выстроено вокруг полемики о будущем территорий, занятых Израилем в этой войне. Те, кто принимали тезис, что государству нужно быть готовым расстаться с территориями «в обмен на мир» с палестинцами и арабскими странами, стали именоваться «левыми»; те же, кто отстаивали идею «неделимой Земли Израиля» — «правыми». Израильское деление на «правых» и «левых» существенно отличается от принятого в других странах.
19 марта 2023 года израильский министр финансов Бецалель Смотрич, лидер партии «Религиозный сионизм», выступил в Париже на мемориальном мероприятии, стоя за кафедрой с изображением изначальной карты Подмандатной Палестины, включающей в себя современную Иорданию. Королевство выразило протест, поддержанный США, Францией и рядом арабских стран. МИД Израиля подтвердил приверженность израильско-иорданскому мирному договору (1994) и признание территориальной целостности Иордании. Представитель Смотрича прокомментировал, что кафедру установили организаторы, а министр был гостем.

## В антисионистской и антизападной риторике

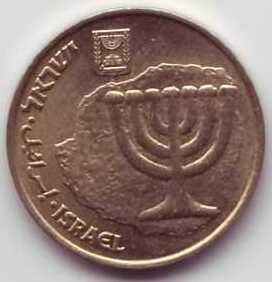
Аверс израильской монеты в 10 агор

Арабские лидеры и пропагандисты ещё до создания современного еврейского государства (с 1937 года) приписывали сионистам планы по созданию империи с границами, значительно превышающими территории, контролируемые современным Израилем. С тех пор они активно продвигали эту концепцию, приписывая Израилю претензии на территории от Нила до Евфрата, а также на части Ливана, Сирию, Иорданию, значительную часть Саудовской Аравии и весь Кувейт. Иногда утверждалось, что израильские претензии распространяются вплоть до Оманского залива и даже Пакистана. Эти заявления использовались для демонизации Израиля и мобилизации общественного мнения против него.
Так, в 1990 году лидер Организации освобождения Палестины (ООП) и партии ФАТХ Ясир Арафат заявил в Совете Безопасности ООН, что на аверсе израильской монеты в 10 агор изображена карта «Великого Израиля» (от Средиземного моря до Месопотамии и от Красного моря до Евфрата), и что монета является «вопиющей демонстрацией сионистских устремлений». В действительности она содержит изображение древней монеты, отчеканенной в годы правления царя Антигона II (40—37 годы до н. э.). Тем не менее, связанная с монетой теория заговора до сих пор используется партией ФАТХ.
В израильском флаге Арафат также усмотрел скрытое выражение экспансионистских намерений, заявив, что две горизонтальные синие полосы на нём представляют Нил и Евфрат с расположенным между ними Израилем. В действительности флаг Израиля использует традиционные цвета и полосы талита (ивр. טַלִּית‎) — белой с синими полосами еврейской молитвенной накидки.
Ливийский правитель Муаммар Каддафи также заявлял, что звезда Давида является контуром предполагаемых границ Израиля. В реальности эта фигура известна ещё с бронзового века: с древности она использовалась в еврейской культуре, а в Средние века — и в арабских странах.
На сайте Global Research канадского профессора-конспиролога Мишеля Чосудовского в 2013 году была размещена статья под названием «„Великий Израиль“: сионистский план для Ближнего Востока». В статье утверждается, что политика Израиля подчинена плану его дальнейшей экспансии и что «это неотъемлемая часть внешней политики США» с целью «расширить гегемонию США, а также расколоть и балканизировать Ближний Восток» в соответствии с «имперскими планами Америки». Данная статья, по оценке Государственного департамента США, стала одной из наиболее распространяемых международной сетью российской пропаганды.

### На русском языке
- Гейзель, Зеэв. Политические структуры государства Израиль. — М.: Институт изучения Израиля и Ближнего Востока, 2001. — 391 с. — ISBN 5-89394-056-3.
- Носенко, Т. В. Внешнеполитические интересы Советского Союза и восстановление отношений с Израилем (1985–1991) // Материалы XVIII ежегодной международной конференции по иудаике. — М.: Центр «Сэфер», 2011. — Т. III. — С. 31–47. — ISBN 978-5-905435-55-3.
- Сакер Г. М. История Израиля. От зарождения сионизма до наших дней. — М.: Книжники, 2011. — Т. I. 1807—1951. — 636 с. — ISBN 978-5-9953-0124-0.
- Сакер Г. М. История Израиля. От зарождения сионизма до наших дней. — М.: Книжники, 2011. — Т. II. 1952—1978. — 622 с. — ISBN 978-5-9953-0146-2.
- Семенченко, Н. А. Размежевание в израильском обществе после Шестидневной войны // Труды Института востоковедения РАН. Вып. 13: Государству Израиль – 70. Достижения и проблемы развития. — М.: Институт востоковедения РАН, 2018. — С. 177–192. — ISBN 978-5-89282-857-4.
- Шапира, Анита. История Израиля: От истоков сионистского движения до интифады начала XXI века. — М.: КоЛибри, 2023. — 656 с. — ISBN 978-5-389-20163-7.
- Шварц, Дов. Религиозный сионизм. История и идеология. — Библиороссика, 2021. — 200 с. — ISBN 978-5-6046148-0-8.
- Эпштейн А. Д. От Владимира Жаботинского до Биньямина Нетаньяху: национально-либеральное движение Израиля – прошлое и настоящее. — М.: Институт Ближнего Востока, 2019. — Т. I. Трудный путь к признанию. — 423 с. — ISBN 978-5-89394-299-6.

### На английском языке
- Biger, Gideon. The Names and Boundaries of Eretz-Israel (Palestine) as Reflections of Stages in its History (англ.) // The Land That Became Israel: Studies in Historical Geography  / Kark, Ruth[англ.], ed. — New Haven: Yale University Press, 1990. — P. 1–22. — ISBN 978-0-300-04718-9.
- Feith, Douglas J.[англ.]. The Forgotten History of the Term “Palestine” (англ.) // Mosaic. — 2021. — 13 декабрь.
- Pipes, Daniel. The Hidden Hand: Middle East Fears of Conspiracy (англ.). — St Martin's Press, 1998. — 404 p. — ISBN 978-0312176884.
- Pipes, Daniel. Imperial Israel: The Nile-to-Euphrates Calumny (англ.) // Middle East Quarterly. — 1994. — March.
- Rubin, Barry[англ.]; Rubin, Judith Colp. Yasir Arafat: A Political Biography (англ.). — Oxford University Press, 2005. — 392 p. — ISBN 978-0-19-516689-7.
- Van Ruiten, Jacques T.A.G.M. Land and Covenant in Jubilees 14 (англ.) // The Land of Israel in Bible, History, and Theology: Studies in Honour of Ed Noort  / Van Ruiten, Jacques T.A.G.M., De Vos, J. Cornelis, eds. — Leiden; Boston: Brill Academic Publishers, 2009. — P. 260–276. — ISBN 978-90-04-17515-0.